# Urs Lehmann
Urs Lehmann (* 1. April 1969 in Rudolfstetten) ist ein ehemaliger Schweizer Skirennfahrer, seit 2008 Präsident des Schweizerischen Skiverbandes, CEO der Similasan-Gruppe und verheiratet mit der ehemaligen Freestyle-Ski-Weltmeisterin Conny Kissling. Er wohnt mit seiner Familie in Oberwil-Lieli.

## Biografie
1987 gewann Lehmann an den Juniorenweltmeisterschaften in Hemsedal in der Abfahrt die Goldmedaille, worauf ihn die Stiftung Schweizer Sporthilfe als Schweizer Nachwuchsathleten des Jahres auszeichnete. Er wurde bei den Weltmeisterschaften 1993 in Morioka-Shizukuishi Weltmeister in der Abfahrt und holte damals die einzige Medaille für die Schweiz. Der Aargauer ist neben Peter Müller der einzige Schweizer Skiweltmeister, der aus dem Mittelland stammt. Im Skiweltcup war er weniger erfolgreich: Insgesamt konnte er sich fünf Mal unter den besten zehn platzieren, viermal in einer Abfahrt und einmal in einem Super-G. Sein bestes Ergebnis war am 11. Dezember 1992 ein vierter Platz bei der Abfahrt in Gröden. Im Frühjahr 1997 erklärte er seinen Rücktritt.
Danach studierte Lehmann in St. Gallen und Zürich Betriebswirtschaftslehre und schloss 2009 mit dem Doktorgrad ab. Seit Januar 2009 ist er Geschäftsführer (CEO) der Similasan AG in Jonen, eines Schweizer Unternehmens zur Herstellung von homöopathischen Arzneimitteln. Nebenbei ist er Co-Kommentator beim Fernsehsender Eurosport bei Übertragungen von alpinen Skirennen. Lehmann ist seit dem 1. Juni 2002 mit der ehemaligen Schweizer Freestyle-Skierin Conny Kissling verheiratet und hat eine Tochter (* 2004). Am 26. August 2006 wurde er ins Präsidium des Schweizerischen Skiverbandes gewählt. Dessen Delegiertenversammlung vom 5. Juli 2008 wählte ihn zum Präsidenten.
Urs Lehmann wurde zusammen mit vier weiteren Personen als möglicher Preisträger der Arosa Humorschaufel 2013 nominiert, eines Jurypreises des Arosa Humor-Festivals. Am 7. April 2020 reichte er seine Bewerbung um das Präsidialamt des Internationalen Skiverbandes für die Nachfolge des zurücktretenden Gian Franco Kasper ein, jedoch unterlag er am 4. Juni 2021 gegen Johan Eliasch.